# 伊凡娜·林奇
伊凡娜·柏翠西亞·林奇（英語：Evanna Patricia Lynch，1991年8月16日—），愛爾蘭女演員及社會活動家，她最為人熟悉的是在《哈利波特系列電影》中飾演露娜·羅古德。
林奇生於愛爾蘭勞斯郡，她的電影處女作是2007年的《哈利波特：鳳凰會的密令》，她於接連的幾齣續集裡再次重演這個角色並獲得好評，並於2011年該系列的最終章—《哈利波特：死神的聖物2》，以及該系列的2012年戲仿作品《非常波特高年級》裡演出。林奇的後哈利波特時期的作品是2013年的《G.B.F.》，該片於翠貝卡電影節上首映並獲得好評。同年，她於舞台劇《胡迪尼》裡飾演貝絲·胡迪尼以作其舞台首作，該戲劇後來於英國巡迴演出。2015年，林奇演出了獨立劇情電影《我的名字是艾美莉》，該片於同年的戈爾韋電影節上首映並獲得好評。2017年，林奇在倫敦的特拉法加工作室主演了《迪廳孩童》的復興版本。2018年，林奇參與了第27季的《與星共舞》比賽並獲得了季軍的位置。2019年，她於巴斯皇家劇場主演了《科爾曼家族的遺漏》的英國舞台劇改編版本。
作為社會活動家，林奇倡導著純素主義和動物權利。她曾參與多個非營利組織並推出了一個以純素為主題的播客，以及零殘忍的化妝品品牌奇趣美妝盒子。

## 早年生活與教育
伊凡娜·柏翠西亞·林奇在1991年8月16日生於愛爾蘭勞斯郡特蒙費金，其父母分別是多納·林奇（Donal Lynch）和瑪格麗特·林奇（Marguerite Lynch），她有兩名姊姊，分別是艾蜜莉（Emily）與瑪瑞德（Máiréad），還有一名弟弟柏翠克（Patrick）。林奇的舅父是愛爾蘭文學的傑出學者德克蘭·基伯德，他現為聖母大學的教授；而林奇的另一位舅父是愛爾蘭記者兼評論員達米恩·基伯德。
林奇於8歲的時候首次閱讀到《哈利波特》系列作品並成為了該系列的粉絲，她閱讀和撰寫了有關該系列的同人小說，還寫信寄給該系列的作者J·K·羅琳。
林奇在兒時就讀於特蒙費金的卡敦國立學校直至2004年6月，然後轉到德羅赫達的格林希爾斯聖母學院，其父親擔任該校的副校長。2008年，林奇在格拉斯涅文的一個為資優青少年開設的暑期學校—愛爾蘭天才青年中心裡學習推理小說和戲劇。在《哈利波特》的拍攝現場裡，她每天至少接受三個小時的功課輔導。2010年9月，林奇入讀了都柏林教育學院，以重讀其畢業證書課程。
林奇於11歲的時候患上了飲食失調症，並因厭食症而多次住院，並表示《哈利波特》系列是唯一可以「把她的注意力從疾病中拉出來」的東西。在這段期間，林奇經常寫信給羅琳，並表示「小說和她的善良真的讓我想再活一次」。2003年6月，她在第五輯小說《鳳凰會的密令》發行期間住院了，她的家人向該小說的出版商和醫院進行了諮詢，後來林奇獲允許離開醫院一個小時以領取這輯小說的簽名版本。

## 演藝生涯

### 2006–2011年：演藝事業起點與哈利波特系列

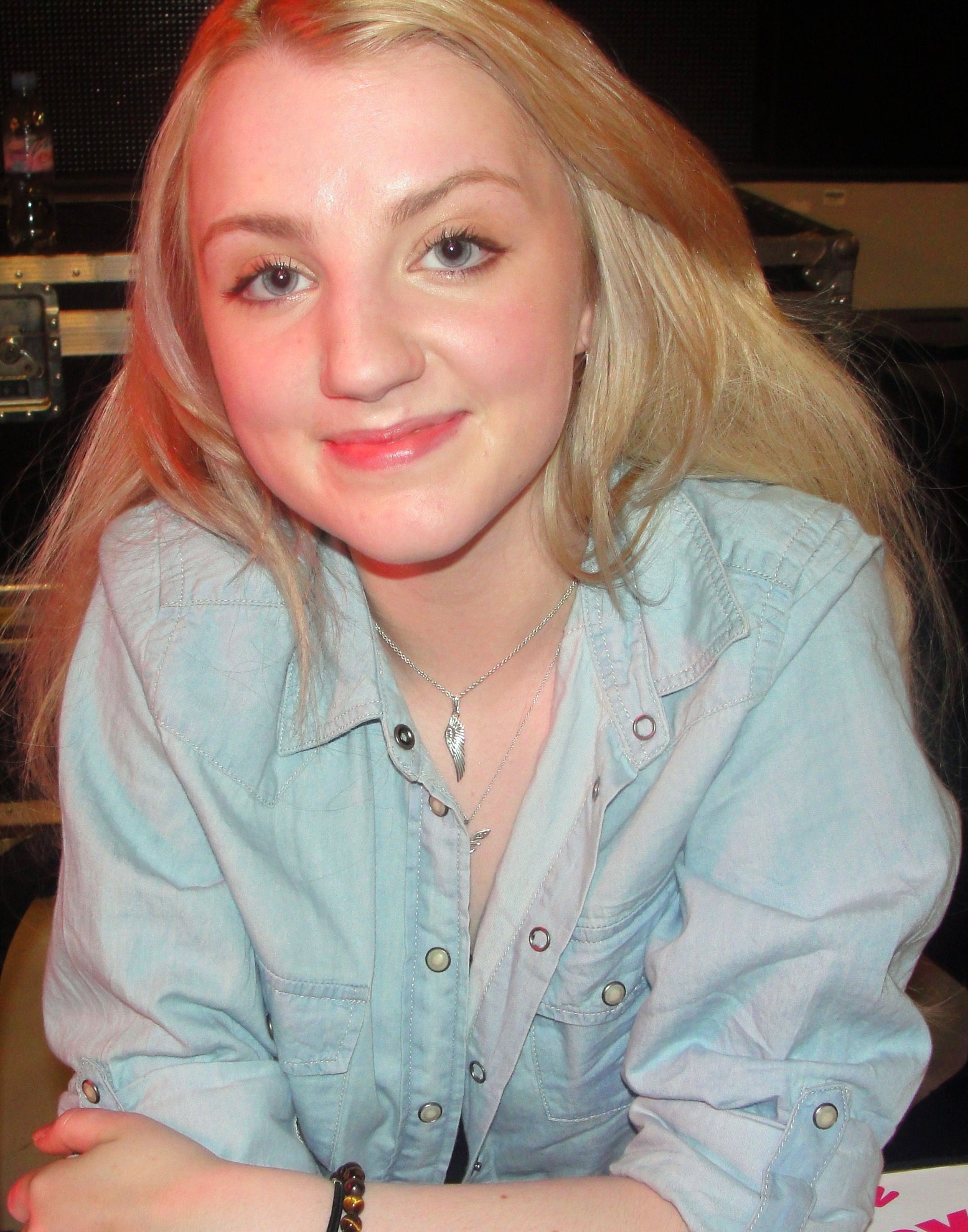
2009年12月，林奇於倫敦的《混血王子的背叛》DVD簽名會上的照片。

2006年1月下旬，14歲的林奇在倫敦參與為改編自《哈利波特》系列小說的第五輯電影—《鳳凰會的密令》中露娜·羅古德的角色而進行的公開選角，她在接受甄選的其他15,000名競爭者中脫穎而出，並隨後跟丹尼爾·域卡夫進行試鏡，及後獲得這個角色。林奇於演出《哈利波特》系列之前，她從未從事過專業表演，而其演出經驗僅限於學校戲劇。一眾製片人傾向於對她這個角色的親和力表示印象深刻，大衛·海曼說：「其他人可以扮演卢纳
，但伊凡娜就是卢纳。」羅琳儘管沒有參與選角過程，但她認為林奇是此角色的完美人選。在《哈利波特》的拍攝期間，林奇還為她的角色製作並協助設計一些時尚配飾。
2007年上映的《哈利波特－與鳳凰會的密令》是林奇首次的銀幕亮相。這部電影於票房大賣，並獲得了好評。影評人們稱讚配角的表現；林奇經常被點名稱讚：《紐約時報》稱她的表現「引人入勝」，而《鄉村生活》的珍·沃金斯（Jane Watkins）說她「為其角色帶來了一種具吸引力的甜蜜，這在小說中並沒有那麼豐富」。後來，她還在電影的搭配視頻遊戲中為其角色配音。林奇後來於2009年上映的《哈利波特：混血王子的背叛》裡重演其角色，電影在評論界和商業上都取得了成功。《波士頓環球報》的衛斯理·莫里斯寫道，林奇「以自己帶著滑稽的呆滯來抗衡電影偶爾的呆滯」，而《愛爾蘭時報》的米高·德懷爾由於她在這部電影中的表現而稱她為2009年最佳的愛爾蘭女演員。林奇的表演為她贏得《尖叫獎》及《青年藝術家獎》的提名，並在電影的搭配視頻遊戲中回歸角色。
2010年上映的《哈利波特：死神的聖物1》獲得了票房的成功與積極的評價。《波士頓先驅報》評論指，林奇是「仍然讓人愉快的露娜」，而《Quickflix》則批評了這部電影，並指出「讓人愉快的伊凡娜·林奇被殘酷地未有利用」。及後她於電影的搭配視頻遊戲中重演其角色。
《哈利波特》系列的作者J·K·羅琳於倫敦舉行的《哈利波特：死神的聖物2》首映禮上發表了演講，她把該系列有七位主要演員稱為「七巨頭（The Big Seven）」，當中她把林奇列為七名成員之一，其餘的成員分別為丹尼爾·域卡夫、魯拔·格連特、愛瑪·屈臣、湯·費頓、馬修·路易斯及邦妮·韋特。羅琳堅持認為，在電影系列的所有演員中，林奇對後來如何塑造各自角色的影響最大。她於2012年告訴查理·羅斯說，在她寫最後幾輯小說時，「我看到了她。（她）進入了我的腦海。我甚至在寫露娜的時候聽到了她的聲音。」林奇最後一次出現於該系列的最後一輯作品—《死神的聖物2》裡，這部電影上映後便廣受好評，並後來成為了有史以來最高票房收入第5位的電影。《西雅圖時報》寫道，林奇「仍然繼續如飄蕩不停的露娜·羅古德一樣戴著蘿蔔耳環」，而《奧蘭多哨兵報》把她命名為「可能」是他「在總決賽中最喜歡的球員」之一。隨後她再次於電影的搭配視頻遊戲中重演其角色。2012年8月在位於芝加哥的破斧酒吧，林奇加入了星童製作的演員陣容當中，她於第三部哈利波特系列戲仿音樂劇《非常波特高年級》的劇本閱讀中飾演露娜·羅古德，而該戲仿音樂劇系列的前兩部分別是《非常波特音樂劇》以及《非常波特續集》。

### 2012年至今：進一步電影與舞台演出

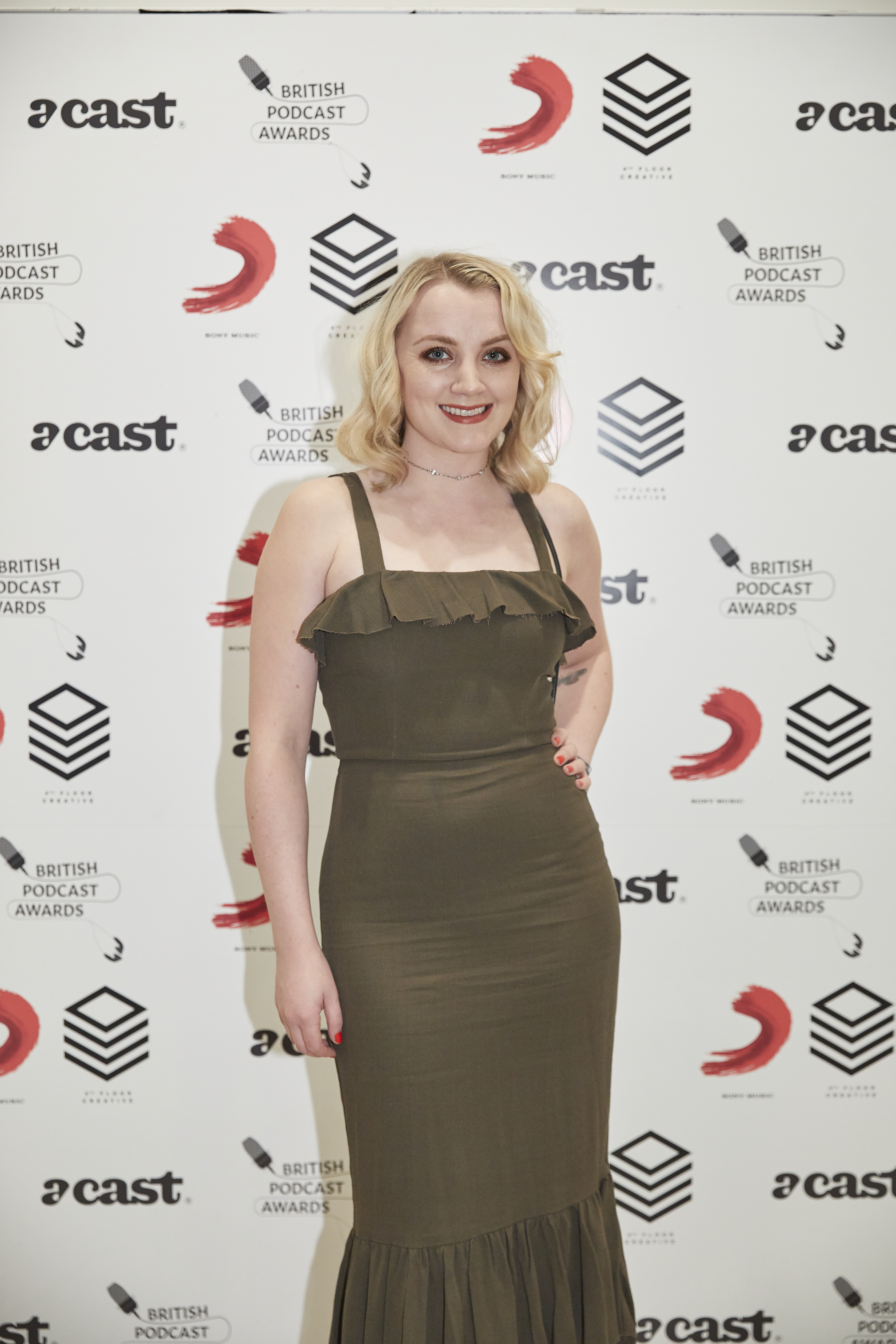
2018年，林奇現身於《英國播客獎》頒獎禮。

在《哈利波特》系列之後，林奇於天空第一台的電視連續劇《仙巴歷險記》的第一季結局中客串演出阿萊娜公主。及後她參演了2013年的獨立犯罪片《怪物管家（Monster Butler）》，該片取材自英國連環殺手和小偷阿奇博爾德·賀爾的生活，然而由於資金的問題讓該電影被取消了。後來，林奇主演了獨立青少年喜劇《我的同志麻吉》，該片於2013年4月在紐約市舉行的翠貝卡電影節，並於2013年6月30日在舊金山舉行的舊金山國際同志影展上放映。這部電影獲得了積極的評價。
2013年5月，有關方面宣布林奇將演出英國舞台劇《胡迪尼（Houdini）》，林奇將會飾演魔術師哈利·胡迪尼的妻子貝絲·胡迪尼，而該劇於2013年9月-10月在英國作巡迴演出；2015年8月，在英國廣播公司第一台上播放的《丹尼與人類動物園》裡，林奇跟《哈利波特》的同片演員詹姆士及奧利弗·菲力普斯一同演出。隨後，林奇在愛爾蘭獨立劇《我的名字是艾蜜莉》中擔任主角，該劇由西蒙·菲茲莫里斯自編自導。該電影於2015年在戈爾韋電影節上首映並獲得了好評；《戈爾韋廣告商》提到了林奇，把其演出歸因於「輕盈和空靈的品質」，同時保持著「領先地位，以超越她年齡的微妙方式表現出...她的痛苦。」林奇憑藉她的演出獲得愛爾蘭電影和戲劇獎最佳女主角的提名。
2017年7月至8月，林奇在特拉法加工作室演出了恩達·沃爾什的《迪廳孩童》的復興版本。它後來轉到愛爾蘭話劇團的外百老匯劇院，並於2018年1月至3月演出。同年11月，據報林奇將演出由賈克琳·伯大尼執導的獨立劇情電影《靛藍山谷（Indigo Valley）》，但由於時間安排上的衝突被迫退出該項目並由露茜·戴補上。林奇於積遜·繆斯2019年的導演首作《瘋狂思想》中客串演出。2018年9月12日，林奇獲宣布為參與ABC電視台的《與星共舞》第27季的節目，作為參賽的名人之一，其專業合作夥伴為基奧·莫特佩。莫特佩與林奇進入到節目的決賽，並以第三名完成比賽。
2019年3月，有關方面宣布林奇將會出現於克勞迪奧·托爾卡奇（Claudio Tolcachir）撰寫的阿根廷戲劇《科爾曼家族的遺漏》的英國首演中，該劇於2019年3月-4月在巴斯皇家劇場首映。同年7月，林奇表示她將於該年稍後的時間演出純素主題的短篇電影，題為《你吃其他動物？》。林奇在2019年及2020年為尼克兒童頻道的作品《中學大亨》及《忍者神龜的崛起》配音。林奇在改編自羅琳所撰寫的魔法世界兒童文學作品《吟遊詩人皮陀故事集》的有聲讀物裡講述了《幸運之泉》的故事，該有聲讀物於2020年3月發行，以資助羅琳的慈善組織《路摸思》。
林奇繼2020年於《正常人》裡共同主持了BBC Sounds的官方播客之後，她繼續跟當中的兩位明星—印地亞·馬倫（佩吉）以及，埃安娜·哈德威克（羅布）於2021年RTÉ電台第1台的廣播劇《個人空間》裡合作。
目前，林奇跟心理學家梅樂妮·喬伊博士共同主持一個名為《眾生（Just Beings）》的播客。
2023年，林奇將於動畫電影《成為貝蒂·弗拉德（Being Betty Flood）》中為同名角色配音。

## 其他涉足工作

### 慈善活動
林奇的慈善工作包括參與愛爾蘭多發性硬化症協會，當中她在2010年發起了他們的MS閱讀馬拉松籌款活動。林奇也是非營利組織哈利波特聯盟（HPA）的顧問委員會成員。透過HPA，她支持緬因州同性婚姻和參與了網絡直播籌款活動，也發表了一篇關於身體形象的文章，並為一本用作籌款的書作出了貢獻。
林奇是J·K·羅琳的慈善組織路摸思的慈善大使。林奇跟她的《哈利波特》聯合主演兼路摸思另一名慈善大使的邦妮·韋特前往海地了解為何有30,000名兒童生活在孤兒院，並會見了從惡劣環境中獲救並與家人團聚的兒童。林奇談到兒童和家庭的慈善工作時說：「沒有家庭，沒有愛，孩子就不能成為孩子。作為孩子，最重要的是跟家人在一起，而且你必須盡你所能來保持這個家庭單位的存在。」
2018年，林奇為同年出版的書籍《女權主義者不帶粉紅色與其他的謊言》撰寫了一篇文章，該書由斯嘉麗·柯蒂斯精心挑選組織而成，其版稅捐給了聯合國基金會慈善組織—女孩站起來（Girl Up）。

### 行動主義與素食主義運動
2015年，她出於道德原因轉向純素主義。後來林奇在2019年的一次訪談中，她指自己小時候「討厭（來自生肉的）血」，並且在11歲時成為了素食主義者。林奇說，她的行動主義主要是「在我的空閒時間裡作為糾正和回饋世界的一種方式」而進行的。
2015年，林奇參與了世界農業協會舉辦的活動—On Cow之旅，他們到訪了歐盟的八個城市，當中她成為了首個簽署反對活體出口請願書的人。自此以後，她參與了許多動物權利的示威與運動。同年5月，林奇和一名記者前往印度基拉拉邦，以觀察瀕危物種亞洲象的處理情況。同年8月，林奇與演員彼得·伊根加入了拯救亞洲象（Save the Asian Elephants）組織，向環境食物及鄉郊事務部遞交了20萬人的請願書，要求禁止在英國刊登「不道德的亞洲象相關國外假期」的廣告，以及其他請求。
2017年，林奇透過動物平等組織的短篇紀錄片《iAnimal》配音，講述了有關乳製品行業的故事，該片獲得2018年《雨舞影展》的提名。2018年6月，林奇為國際人道協會拍攝的一段反對亞洲貓狗肉貿易的短片配音。
2019年10月，林奇由於她的行動主義而獲宣佈成為愛心獎的得獎者。該委員會表示，她「提高了其他有名望的人以最有創意和最無障礙的方式使用互聯網，向人們介紹真正能夠讓我們的世界變得更美好的新思想。」

#### 播客小雞窺視
2017年11月，林奇創立了播客《小雞窺視》，由《哈利·波特：鳳凰會的密令》的同片演員羅比·賈維斯、反對污水衝浪者的代表小山桃子（Momoko Hill），以及Protego基金會創始人泰勒·斯塔爾（Tylor Starr）共同主持，其內容以素食主義為基礎，並以不同主題的討論為特色，並經常有著名的社會活動家加入，例如英格麗·紐柯克、俗人埃德（Earthling Ed）與維多利亞·莫蘭...等。伊凡娜·林奇開始時以經營「更加脆弱和人性化的（素食播客），感覺就像你跟朋友們一起出去玩...我們在那裡歡笑，也許我們學到了一些東西，也許我們提出了一些問題」。

#### 奇趣美妝盒子
2018年11月，林奇與美國女演員丹妮埃拉·莫內特共同創立了純素與零殘忍的彩妝與美容護理盒子—奇趣美妝盒子。該盒子於2019年1月開始按月發送，旨在「把道德品牌置於聚光燈之下」，以及許多大品牌使用在動物身上進行測試的「克服令人困惑的術語」。奇趣美妝盒子是在林奇跟莫內特討論她們正在尋找純素美容產品時遇到的困難後構思出來的。這些產品由她們策劃，以可持續包裝運輸，部分銷售額用於動物權利和環境事業，還有素食權利的益處。

#### 播客眾生
2021年8月，林奇跟屢獲殊榮的心理學家兼暢銷書作者梅樂妮·喬伊博士合作，推出了一個名為《眾生》的全新播客，林奇和喬伊在節目中審視了驅使所有對身體有害和不合理行為的常見心理。透過跟變革者的對話，他們探索了我們如何轉變思維，為人類、動物和地球創造一個更富有同情心和公正的世界—並在此過程中改善我們的個人生活與人際關係。

## 個人生活
伊凡娜·林奇居於英國倫敦，她在美國洛杉磯住了五年的時間。在2014年的一次訪談中，林奇提到了她有著虔誠的天主教會教養：說「幾年前我就不再參加彌撒了，主要是因為我不同意那些規則」她續說：「我不喜歡任何關於懲罰自己和讓你對自己感覺不好的事情，在成長過程中，我對放縱自己或為了樂趣而做任何事事情感到難過。」林奇跟《哈利波特》的聯合主演兼任播客《小雞窺視》的聯合主持人羅比·賈維斯交往了九年。
由於林奇曾經有過飲食失調和神經性厭食症的經歷，這讓她一直致力於推動健康的自尊與少女的身體形象。她寫了一篇題為《為何身體束縛是我的噩夢》的文章，當中她描述了她跟自己外表之間的情感鬥爭，以及她如何透過使用與《哈利波特》系列相關的典故來克服這一點。生活方面，她家中飼養了兩隻貓，牠們分別以《哈利波特》中的角色命名為露娜（Luna）和歪腿（Crookshanks），而貓咪露娜所生的其中一隻小貓名為鄧不利多（Dumbledore），不過歪腿已於2006年去世。
2021年10月，英國的頭條出版與美國的百齡壇圖書替林奇出版了其著作《捕蝶的對立面：成長的悲劇與榮耀——回憶錄》，當中它詳細描述了「她從厭食症中恢復過來，以及自我毀滅的安慰與創造力的解放之間的衝突如何在她的內心肆虐。」

## 作品

### 電影
| 年份 | 電影                                                          | 角色                                 | 備註 |
| ---- | ------------------------------------------------------------- | ------------------------------------ | ---- |
| 2007 | 哈利波特－與鳳凰會的密令                                      | 露娜·羅古德                          |      |
| 2009 | 哈利波特－混血王子的背叛                                      | 露娜·羅古德                          |      |
| 2010 | 哈利波特：死神的聖物Ⅰ                                         | 露娜·羅古德                          |      |
| 2011 | 哈利波特：死神的聖物Ⅱ                                         | 露娜·羅古德                          |      |
| 2013 | 基友大過天                                                    | 麥肯思·普賴斯（McKenzie Pryce）      |      |
| 2015 | 成癮：一個 60 年代的愛情故事 （Addiction: A 60's Love Story） | 德麗莎·伯恩斯坦（Theresa Bornstein） |      |
| 2015 | 我的名字是艾美莉                                              | 艾美莉·伊根（Emily Egan）            |      |
| 2019 | 瘋狂荷李活                                                    | 艾比·福克斯（Abbie Fox）             |      |
| 2023 | 成為貝蒂·弗拉德（Being Betty Flood）                          | 貝蒂·弗拉德（Betty Flood）           | 聲演 |

### 電視
| 年份 | 劇集                          | 角色                                                                 | 備註                                              |
| ---- | ----------------------------- | -------------------------------------------------------------------- | ------------------------------------------------- |
| 2012 | 辛巴達                        | 阿萊娜公主（Princess Alehna）（客串）                                | 集數：《亡靈之地（Land of the Dead）》            |
| 2013 | 頂尖（Apex）                  | 雷根（Regan）                                                        | 集數：《飛行員（Pilot）》                         |
| 2015 | 丹尼與人類動物園              | 碧姬·賴爾丹（Bridget Riordan）                                       | 電視電影                                          |
| 2018 | 與星共舞（第27季）            | 她本人（參賽選手）                                                   | 第三名                                            |
| 2019 | 中學大亨                      | 學院之聲／平板電腦／午餐盒（聲演） Academy Voice / Tablet / Lunchbox | 集數：《大人物的製作（The Making of a Mogul）》   |
| 2020 | 忍者神龜的崛起                | 紳（聲演）                                                           | 集數：《唐尼大戰女巫鎮（Donnie vs. Witch Town）》 |
| 2021 | 忍者神龜的崛起                | 佩斯利·羅拔臣（Paisley Robertson）                                   | 2集                                               |
| 2022 | 哈利·波特20週年：重返霍格華茲 | 她本人                                                               | 電視特備節目                                      |

### 短片
| 年份 | 標題                                                            | 角色                    | 備註                                         |
| ---- | --------------------------------------------------------------- | ----------------------- | -------------------------------------------- |
| 2013 | 來之不易（It Don't Come Easy）                                  | 艾拉（Ella）            |                                              |
| 2019 | 露西雅·喬伊斯：滿容量（Lucia Joyce: Full Capacity）             | 露西雅·喬伊斯           |                                              |
| 2020 | 歐洲人：假褐化 (假棕褐色)（Europeans: Donnú Bréige (Fake Tan)） | 羅伊辛（Róisín）        |                                              |
| 2021 | 另一半（Other Half）                                            | 伊卡洛斯（Icarus）      | 動畫短片                                     |
| 2021 | 你吃其他動物嗎？（You Eat Other Animals?）                      | 外星女王（Alien Queen） | 為2021年世界素食日而發布                     |
| TBA  | 巴士女孩（Bus Girl）                                            | 貝絲（Beth）            | 謝茜嘉·軒域的《電話三部曲（Phone Trilogy）》 |
| TBA  | 夾心人（Sandwich Man）                                          | 貝絲（Beth）            | 謝茜嘉·軒域的《電話三部曲（Phone Trilogy）》 |
| TBA  | 未命名的短片（Untitled short film）                             | 貝絲（Beth）            | 謝茜嘉·軒域的《電話三部曲（Phone Trilogy）》 |

### 舞台劇
| 年份    | 劇目                                                    | 角色                          | 製作 |
| ------- | ------------------------------------------------------- | ----------------------------- | --- |
| 2012    | 非常波特高年級                                          | 露娜·羅古德                   | 星童製作，在芝加哥希爾頓酒店及芝加哥舉行的2012年LeakyCon上演出。 |
| 2013    | 胡迪尼                                                  | 貝絲·胡迪尼                   | 在布萊克浦大劇院、溫莎皇家劇院、特倫特河畔斯托克話劇團、都柏林歡樂劇院及斯旺西大劇院上演。 |
| 2017/18 | 迪廳孩童                                                | 西尼雅（Sinéad） 阿約（Runt） | 由塔拉·芬尼製作公司（Tara Finney Productions）於特拉法加工作室、白廳（Whitehall）、特拉法加廣場（Trafalgar Square）、西敏市（City of Westminster）、倫敦（西區劇院）上演；還有紐約市曼哈頓（外百老匯）的愛爾蘭話劇團。 |
| 2019    | 科爾曼家族的遺漏 （The Omission of the Family Coleman） | 嘉比（Gaby）                  | 由勞倫斯·博斯韋爾（Laurence Boswell）執導，烏斯蒂諾夫工作室（Ustinov Studio）製作，在英國西區劇院以外的巴斯皇家劇場演出。                                                                                              |
| 2019    | 戀人們的遊戲 （Games for Lovers）                       | 瑪莎（Martha）                | 由安東尼·班克斯（Anthony Banks）執導，在倫敦金庫劇院（The Vaults Theatre）演出。 |
| 2021    | 印花布（Calico）                                        | 露西亞·喬伊斯                 | 迪爾德麗·馬爾羅尼（Deirdre Mulrooney）執導及擔任製作人，通過Zoom (軟件)為2021年布盧姆日的排練進行圍讀。 |

## 外部連結
- 伊凡娜·林奇在互联网电影资料库（IMDb）上的資料（英文）
- 伊凡娜·林奇的X（前Twitter）
- 伊凡娜·林奇的Facebook專頁
- 伊凡娜·林奇的Instagram帳戶